# Luis Ramos (calciatore 1966)
Luis Ramos (18 febbraio 1966) è un ex calciatore venezuelano, di ruolo centrocampista.